# Анакардиум
Анака́рдиум (лат. Anacárdium) — род древесных растений семейства Сумаховые или Анакардиевые (Anacardiaceae).

## Ботаническое описание
Листья простые.
Цветки полигамные.
Плод с твёрдой оболочкой, содержащей едкий бальзам; плодоножка разрастается в сочное грушевидное образование («яблоко»).

## Распространение и среда обитания
Около 15 видов в тропиках Америки.

## Хозяйственное значение и применение
Анакардиум западный (Anacardium occidentale), произрастающий в Бразилии и Вест-Индии, культивируют в тропиках обоих полушарий ради семян, известных под названием орех-кешью, или акажу, и разросшихся плодоножек («яблоки» акажу, или кешью), из которых приготовляют маринады, джемы, напитки. Стебель даёт камедь, подобную гуммиарабику.

## Список видов
Род Анакардиум включает 20 видов:
- Anacardium amapaense J.D.Mitch.
- Anacardium amilcarianum Machado
- Anacardium brasiliense Barb.Rodr.
- Anacardium caracolii Mutis ex Alba
- Anacardium corymbosum Barb.Rodr.
- Anacardium curatellifolium A.St.-Hil.
- Anacardium excelsum (Bertero ex Kunth) Skeels
- Anacardium fruticosum J.Mitch. & S.A.Mori
- Anacardium giganteum Hancock ex Engl.
- Anacardium humile A.St.-Hil.
- Anacardium kuhlmannianum Machado
- Anacardium microsepalum Loes.
- Anacardium nanum A.St.-Hil.
- Anacardium negrense Pires & Fróes
- Anacardium occidentale L. typus[2] — Анакардиум западный, или Кешью
- Anacardium othonianum Rizzini
- Anacardium parvifolium Ducke
- Anacardium rondonianum Machado
- Anacardium spruceanum Benth. ex Engl.
- Anacardium tenuifolium Ducke